# Birahima Nacoulma
 (avril 2021).
La mise en forme du texte ne suit pas les recommandations de Wikipédia : il faut le « wikifier ».
Les points d'amélioration suivants sont les cas les plus fréquents. Le détail des points à revoir est peut-être précisé sur la page de discussion.
- Les titres sont pré-formatés par le logiciel. Ils ne sont ni en capitales, ni en gras.
- Le texte ne doit pas être écrit en capitales (les noms de famille non plus), ni en gras, ni en italique, ni en « petit »…
- Le gras n'est utilisé que pour surligner le titre de l'article dans l'introduction, une seule fois.
- L'italique est rarement utilisé : mots en langue étrangère, titres d'œuvres, noms de bateaux, etc.
- Les citations ne sont pas en italique mais en corps de texte normal. Elles sont entourées par des guillemets français : « et ».
- Les listes à puces sont à éviter, des paragraphes rédigés étant largement préférés. Les tableaux sont à réserver à la présentation de données structurées (résultats, etc.).
- Les appels de note de bas de page (petits chiffres en exposant, introduits par l'outil «  Source ») sont à placer entre la fin de phrase et le point final[comme ça].
- Les liens internes (vers d'autres articles de Wikipédia) sont à choisir avec parcimonie. Créez des liens vers des articles approfondissant le sujet. Les termes génériques sans rapport avec le sujet sont à éviter, ainsi que les répétitions de liens vers un même terme.
- Les liens externes sont à placer uniquement dans une section « Liens externes », à la fin de l'article. Ces liens sont à choisir avec parcimonie suivant les règles définies. Si un lien sert de source à l'article, son insertion dans le texte est à faire par les notes de bas de page.
- La présentation des références doit suivre les conventions bibliographiques. Il est recommandé d'utiliser les modèles {{Ouvrage}}, {{Chapitre}}, {{Article}}, {{Lien web}} et/ou {{Bibliographie}}. Le mode d'édition visuel peut mettre en forme automatiquement les références.
- Insérer une infobox (cadre d'informations à droite) n'est pas obligatoire pour parachever la mise en page.

Pour une aide détaillée, merci de consulter Aide:Wikification.
Si vous pensez que ces points ont été résolus, vous pouvez retirer ce bandeau et améliorer la mise en forme d'un autre article.
Birahima Nacoulma, né le 5 juillet 1934 à Dakar, Sénégal et décédé le 23 août 2018 à Ouagadougou, Burkina Faso, est un diplomate et homme d'affaires burkinabè. Il a fondé et présidé le Conseil National du Patronat Burkinabè (CNPB), a été Président de la fédération des organisations patronales de l’Afrique de l’Ouest (FOPAO) et de la Confédération Panafricaine des Employeurs (devenue Business Africa) pendant plusieurs années. Au niveau international, Birahima Nacoulma a été administrateur du Bureau International du Travail (BIT)  pendant près d’une dizaine d’années. Il a fondé de nombreuses sociétés de droit privé au Burkina Faso. Lors de la période de transition au Burkina Faso en 2015 il sera appelé à la tête de la Chambre de commerce et d’industrie du Burkina Faso (CCI-BF) pour sa réorganisation.

## Biographie
Birahima Nacoulma naît le 5 juillet 1934 à Dakar, Sénégal. Il poursuit des études primaires au Sénégal, au Niger et en Haute-Volta, des études secondaires au Lycée Delafosse à Dakar au Sénégal, puis des études supérieures à l'Institut Universitaire des Hautes Etudes Internationales de Genève (Suisse) et à la Faculté de droit de Dakar. Il est titulaire de la Capacité en droit de la Faculté de droit de Dakar et du Certificat de l’Institut Universitaire des Hautes Etudes Internationales de Genève (Suisse) dans le cadre du Programme Carnegie de Formation Diplomatique.

## Carrière dans le secteur public (1952 - 1968)
Il est ensuite retourné au Burkina Faso pour entamer une carrière au sein de l'administration publique. Birahima Nacoulma va occuper des fonctions au sein des postes et télécommunications, du ministère de la fonction publique, du ministère des affaires étrangères et de la mairie de Ouagadougou. Il exerce successivement les fonctions de Conseiller de la Collectivité rurale du Cercle de Manga (Burkina Faso), de Chef de service de la Voirie Municipale de Ouagadougou, de Secrétaire Administratif au Ministère des Affaires Etrangères, de Chef de Bureau du Courrier et de la Valise Diplomatique au même Ministère, de Rédacteur au service des Affaires Politique du même Ministère, de Chef de Bureau des Affaires Africaines et  Malgaches au même Ministère, d'Attaché au Cabinet du Ministère des Affaires Etrangères, d'Attaché de cabinet du Ministre de la Fonction Publique et de Membre de la Commission Inter Etat chargé de la démarcation de la Frontière Haute Volta (Burkina Faso) Ghana.

## Carrière dans le secteur privé, à partir de 1969
Monsieur Birahima Nacoulma, après dix-sept ans de service dans l’Administration publique burkinabè, démissionne pour s’installer en 1969 à son propre compte dans le secteur privé. Il crée et dirige : les Etablissements Nacoulma Transit  (Transport, Transit manutention), les Etablissements Nacoulma Immobilier, le Lycée Dimdolobsom (Enseignement secondaire général), à Ouagadougou, Burkina Faso, la Société  Industrielle du Sac , la manufacture  d’Insecticides et d’Esthétique et la Société SAIMEX SA (Import-export) Burkina Faso,,.

### Rôle dans l'organisation de la vie économique et du secteur privé burkinabè, le Patron des Patrons
Il a exercé des fonctions dans plusieurs structures du secteur privé sur le plan national. Il fonde le Conseil National du Patronat Burkinabè (CNPB), ex Conseil National des Entreprises Voltaïques, au sein duquel il exercera les fonctions de président du comité statutaire du CNPB, de 1er vice-président du CNPB, puis de Président du Conseil National du patronat burkinabé (CNPB),.
Il est membre de la Chambre de Commerce de l’Industrie et de l’Artisanat du Burkina Faso et Président de la Délégation Spéciale de la chambre de commerce et d’industrie du Burkina Faso (CCIBF).
Il est Président du Conseil d’Administration de la Maison de l’Entreprise du Burkina  Faso (MEBF) et Président d’honneur de la Maison de l’Entreprise du Burkina (MEBF).
Birahima Nacoulma exerce également des fonctions au contact des partenaires sociaux et du dialogue social. Il est Président du Conseil d’Administration du Conseil Burkinabé des Chargeurs (CBC) qu'il réorganise après le désengagement de l’Etat. Il est Président d’Honneur de la fédération nationale PMI/PME et des associations professionnelles  du secteur privé du Burkina Faso, membre du Conseil d’Administration de la Caisse Nationale de Sécurité Sociale (CNSS), membre du Conseil d’Administration de l’Institut Supérieur de Génie Electrique (ISGE), Porte-parole des Partenaires Sociaux Africains au Sommet Extraordinaire des Chefs d’Etat et de Gouvernement de l’Union Africaine sur l’Emploi et la lutte contre la Pauvreté, Ouagadougou, Porte-parole des Partenaires Sociaux Africains à la réunion des Ministres des Finances des pays Membres de l’Union Africaine à Ouagadougou.

### Rôle dans l'organisation de la vie économique et du secteur privé au sein de la Communauté des États d'Afrique de l'Ouest (CEDEAO) et de l'Union Africaine (UA)
Birahima Nacoulma est membre fondateur de la Fédération des Organisations Patronales de l’Afrique de l’Ouest (FOPAO), dont il sera le Président et le Président Honoraire.
Il est membre fondateur de la confédération panafricaine des employeurs (actuelle BUSINESS AFRICA) dont il sera le Président. Il a été Vice-Président des Employeurs à la 2ème Réunion de la Commission du Travail et des Affaires Sociales de l’Union Africaine tenu à l’Ile Maurice

### Sur le plan international
Birahima Nacoulma exerce des responsabilités dans les organisations internationales. Il est membre du Conseil d’Administration du Bureau International du Travail (BIT), à Genève en Suisse, membre du Conseil d’Administration de l’Institut International d’Etudes  Sociales à Genève en Suisse, membre du Conseil d’Administration du Centre International de Formation du BIT à Turin en Italie, membre du Comité de Suivi de la mise en œuvre de l’Accord de   Cotonou ACP-UE à Bruxelles en Belgique, membre de la Délégation du Comité de Suivi ACP/UE à l’Assemblée  Parlementaire Paritaire ACP/UE, membre du Comité Directeur de l’Organisation Internationale des Employeurs (OIE) à Genève en Suisse et Président Honoraire  de la Confédération Panafricaine des Employeurs (CPE),

## Les dernières missions sur des sujets sensibles, le Sage
À la suite de la chute du régime Compaoré, Birahima Nacoulma est appelé à l'âge de 81 ans à la tête de la Chambre de commerce et d’industrie du Burkina Faso (CCI-BF). Birahima Nacoulma est Médiateur dans la crise de Guinée Conakry de 2017.
Il meurt le 23 août 2018 à Ouagadougou, Burkina Faso.

## Activité religieuse
Birahima Nacoulma est de confession musulmane. Il a été initiateur et membre fondateur de la Communauté musulmane du Burkina Faso.

## Distinctions
- Chevalier de l’Ordre du Mérite Burkinabè
- Officier de l’Ordre du Mérite du Commerce et de l’Industrie Burkinabè
- Chevalier de l’Ordre National Burkinabè
- Officier de l’Ordre National Burkinabè
- Commandeur de l’Ordre du Mérite du Commerce et de l’Industrie Burkinabè
- Commandeur de l’Ordre National Burkinabè
- Attestation de Reconnaissance du Gouvernement de la République de Guinée  pour services rendus
- Palmes académiques du CAMES
- Grand Croix de l'Ordre du Mérite National